# مرحلة المجموعات في دوري أبطال أوروبا 2012–13

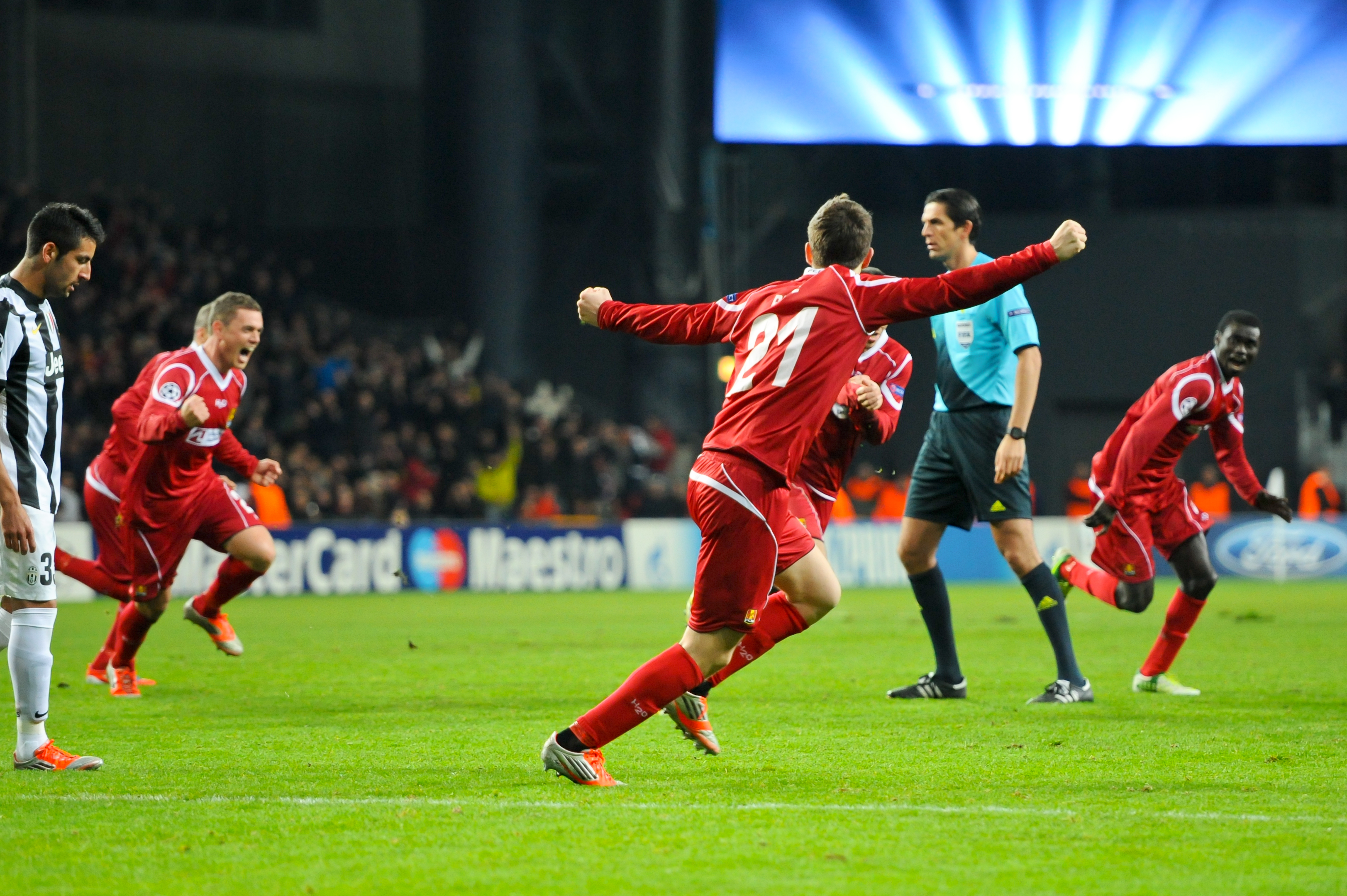

تضمنت مرحلة المجموعات في دوري أبطال أوروبا 2012–13 مشاركة 32 فريقًا: 22 متأهلًا تلقائيًا و10 فائزين بجولة المباريات الفاصلة (خمسة من خلال مسار الأبطال، وخمسة من خلال مسار الدوري).

## التصنيف
قرعة مرحلة المجموعات عقدت في 30 أغسطس 2012، 17:45 توقيت وسط أوروبا الصيفي (ت ع م+2)، في منتدى غريمالدي، موناكو.
Teams were seeded into four pots based on their 2012 معامل اليويفاs. The title holders, تشيلسي، were automatically seeded into Pot 1. Pot 1 holds teams ranked 1–12, Pot 2 holds teams ranked 13–31, Pot 3 holds teams ranked 32–60, while Pot 4 holds teams ranked 63–171.
| مفتاح للألوان في مرحلة المجموعات                                                                        |
| --- |
| Group winners and runners-up advanced to the مرحلة خروج المغلوب في دوري أبطال أوروبا 2012–13            |
| Third-placed teams entered the الدوري الأوروبي 2012–13 at the مرحلة خروج المغلوب من دوري أوروبا 2012–13 |

| الفريق          | معامل   |
| --------------- | ------- |
| تشيلسيTH        | 135.882 |
| نادي برشلونة    | 157.837 |
| مانشستر يونايتد | 141.882 |
| بايرن ميونخ     | 133.037 |
| ريال مدريد      | 121.837 |
| نادي أرسنال     | 113.882 |
| نادي بورتو      | 98.069  |
| إيه سي ميلان    | 89.996  |

| الفريق              | معامل  |
| ------------------- | ------ |
| نادي فالنسيا        | 89.837 |
| نادي بنفيكا         | 87.069 |
| نادي شاختار دونيتسك | 84.026 |
| زينيت سانت بطرسبرغ  | 79.066 |
| شالكه 04            | 78.037 |
| مانشستر سيتي        | 63.882 |
| سبورتينغ براغاLR    | 63.069 |
| نادي دينامو كييفLR  | 62.026 |

| الفريق               | معامل  |
| -------------------- | ------ |
| نادي أولمبياكوس      | 61.420 |
| أياكس أمستردام       | 58.103 |
| نادي رويال أندرلختCR | 48.480 |
| يوفنتوس              | 46.996 |
| سبارتاك موسكوLR      | 46.066 |
| باريس سان جيرمان     | 45.835 |
| نادي ليلLR           | 38.835 |
| غلطة سراي            | 38.310 |

| الفريق             | معامل  |
| ------------------ | ------ |
| نادي سلتيكCR       | 32.728 |
| بوروسيا دورتموند   | 31.037 |
| باتي بوريسوفCR     | 29.641 |
| نادي دينامو زغربCR | 24.774 |
| سي إف آر كلوجCR    | 18.764 |
| نادي مالقاLR       | 16.837 |
| نادي مونبلييه      | 11.835 |
| نادي نوردشيلاند    | 8.005  |

Notes
- th Title holder (automatically gets the top position of seeding list)
- CR Qualified through مرحلة التأهيل والدور الفاصل في دوري أبطال أوروبا 2012–13
- LR Qualified through مرحلة التأهيل والدور الفاصل في دوري أبطال أوروبا 2012–13

## المجموعات
أيام المباريات كانت 18–19 سبتمبر، 2–3 أكتوبر، 23–24 أكتوبر، 6–7 نوفمبر، 20–21 نوفمبر، و4–5 ديسمبر 2012.
| مفاتيح الألوان في جدول المجموعات                               |
| -------------------------------------------------------------- |
| متصدر المجموعة ووصيفه يتأهل إلى دور الستة عشر                  |
| صاحب المركز الثالث يدخل منافسة دوري أوروبا 2012–13 في دور ال32 |

Times up to 27 October 2012 (matchdays 1–3) are توقيت وسط أوروبا الصيفي (ت ع م+02:00), thereafter (matchdays 4–6) times are توقيت وسط أوروبا (ت ع م+01:00).

### المجموعة A
| فريق             | نقاط | فرق | عليه | له | خ | ت | ف | لعب |
| ---------------- | ---- | --- | ---- | -- | - | - | - | --- |
| باريس سان جيرمان | 15   | 11+ | 3    | 14 | 1 | 0 | 5 | 6   |
| بورتو            | 13   | 6+  | 4    | 10 | 1 | 1 | 4 | 6   |
| دينامو كييف      | 5    | 4−  | 10   | 6  | 3 | 2 | 1 | 6   |
| دينامو زغرب      | 1    | 13− | 14   | 1  | 5 | 1 | 0 | 6   |

|                  | زغرب | كييف | باريس | بورتو |
| ---------------- | ---- | ---- | ----- | ----- |
| دينامو زغرب      | —    | 1–1  | 0–2   | 0–2   |
| دينامو كييف      | 2–0  | —    | 0–2   | 0–0   |
| باريس سان جيرمان | 4–0  | 4–1  | —     | 2–1   |
| بورتو            | 3–0  | 3–2  | 1–0   | —     |

| نادي دينامو زغرب | 0–2     | نادي بورتو                             |
| ---------------- | ------- | -------------------------------------- |
|                  | التقرير | لوتشو غونزاليز 41' · ستيفن ديفور 90+2' |

| باريس سان جيرمان                                                                         | 4–1     | نادي دينامو كييف |
| ---------------------------------------------------------------------------------------- | ------- | ---------------- |
| زلاتان إبراهيموفيتش 19' (ضربة جزاء) · تياغو سيلفا 29' · أليكس 32' · خافيير باستوري 90+1' | التقرير | ميغيل فيلوسو 87' |

| نادي دينامو كييف                            | 2–0     | نادي دينامو زغرب |
| ------------------------------------------- | ------- | ---------------- |
| أوليغ هوسييف 3' · يوسيب بيفاريتش 33' (ه.ذ.) | التقرير |                  |

| نادي بورتو         | 1–0     | باريس سان جيرمان |
| ------------------ | ------- | ---------------- |
| خاميس رودريغيز 83' | التقرير |                  |

| نادي بورتو                                     | 3–2     | نادي دينامو كييف                   |
| ---------------------------------------------- | ------- | ---------------------------------- |
| سيلفيستر فاريلا 15' · جاكسون مارتينيز 36'، 78' | التقرير | أوليغ هوسييف 21' · براون إيديي 72' |

| نادي دينامو زغرب | 0–2     | باريس سان جيرمان                           |
| ---------------- | ------- | ------------------------------------------ |
|                  | التقرير | زلاتان إبراهيموفيتش 33' · جيريمي مينيز 43' |

| نادي دينامو كييف | 0–0     | نادي بورتو |
| ---------------- | ------- | ---------- |
|                  | التقرير |            |

| باريس سان جيرمان                                                 | 4–0     | نادي دينامو زغرب |
| ---------------------------------------------------------------- | ------- | ---------------- |
| أليكس 16' · بليز ماتويدي 61' · جيريمي مينيز 65' · غيوم هوارو 80' | التقرير |                  |

| نادي بورتو                                                  | 3–0     | نادي دينامو زغرب |
| ----------------------------------------------------------- | ------- | ---------------- |
| لوتشو غونزاليز 20' · جواو موتينيو 67' · سيلفيستر فاريلا 85' | التقرير |                  |

| نادي دينامو كييف | 0–2     | باريس سان جيرمان         |
| ---------------- | ------- | ------------------------ |
|                  | التقرير | إزيكييل لافيتزي 45'، 52' |

| نادي دينامو زغرب             | 1–1     | نادي دينامو كييف       |
| ---------------------------- | ------- | ---------------------- |
| Krstanović 90+5' (ضربة جزاء) | التقرير | أندري يارمولينكو 45+1' |

| باريس سان جيرمان                      | 2–1     | نادي بورتو          |
| ------------------------------------- | ------- | ------------------- |
| تياغو سيلفا 29' · إزيكييل لافيتزي 61' | التقرير | جاكسون مارتينيز 33' |

### المجموعة B
| فريق        | نقاط | فرق | عليه | له | خ | ت | ف | لعب |
| ----------- | ---- | --- | ---- | -- | - | - | - | --- |
| شالكه 04    | 12   | 4+  | 6    | 10 | 0 | 3 | 3 | 6   |
| أرسنال      | 10   | 2+  | 8    | 20 | 2 | 1 | 3 | 6   |
| أوليمبياكوس | 9    | 0   | 9    | 9  | 3 | 0 | 3 | 6   |
| مونبلييه    | 2    | 6−  | 12   | 6  | 4 | 2 | 0 | 6   |

|             | أرسنال | مونبلييه | أوليمبياكوس | شالكه |
| ----------- | ------ | -------- | ----------- | ----- |
| أرسنال      | —      | 2–0      | 3–1         | 0–2   |
| مونبيلييه   | 1–2    | —        | 1–2         | 1–1   |
| أوليمبياكوس | 2–1    | 3–1      | —           | 1–2   |
| شالكه 04    | 2–2    | 2–2      | 1–0         | —     |

| نادي مونبلييه              | 1–2     | نادي أرسنال                      |
| -------------------------- | ------- | -------------------------------- |
| يونس بلهندة 9' (ضربة جزاء) | التقرير | لوكاس بودولسكي 16' · جرفينيو 18' |

| نادي أولمبياكوس | 1–2     | شالكه 04                                     |
| --------------- | ------- | -------------------------------------------- |
| جمال عبدون 58'  | التقرير | بينيديكت هوفيديس 41' · كلاس يان هونتيلار 59' |

| شالكه 04                                               | 2–2     | نادي مونبلييه                         |
| ------------------------------------------------------ | ------- | ------------------------------------- |
| يوليان دراكسلر 26' · كلاس يان هونتيلار 53' (ضربة جزاء) | التقرير | كريم آيت فانا 13' · سليمان كامارا 90' |

| نادي أرسنال                                         | 3–1     | نادي أولمبياكوس             |
| --------------------------------------------------- | ------- | --------------------------- |
| جرفينيو 42' · لوكاس بودولسكي 56' · آرون رامزي 90+4' | التقرير | كونستانتينوس ميتروغلو 45+1' |

| نادي أرسنال | 0–2     | شالكه 04                                   |
| ----------- | ------- | ------------------------------------------ |
|             | التقرير | كلاس يان هونتيلار 76' · إبراهيم أفيلاي 86' |

| نادي مونبلييه        | 1–2     | نادي أولمبياكوس                                     |
| -------------------- | ------- | --------------------------------------------------- |
| غايتان شاربونييه 49' | التقرير | فاسيليس توروسيديس 73' · كونستانتينوس ميتروغلو 90+1' |

| شالكه 04                                     | 2–2     | نادي أرسنال                       |
| -------------------------------------------- | ------- | --------------------------------- |
| كلاس يان هونتيلار 45+2' · جيفرسون فارفان 67' | التقرير | ثيو والكوت 18' · أوليفيه جيرو 26' |

| نادي أولمبياكوس                                                   | 3–1     | نادي مونبلييه               |
| ----------------------------------------------------------------- | ------- | --------------------------- |
| باولو ماتشادو 4' · ليوناردو غريكو 80' · كونستانتينوس ميتروغلو 82' | التقرير | يونس بلهندة 66' (ضربة جزاء) |

| نادي أرسنال                         | 2–0     | نادي مونبلييه |
| ----------------------------------- | ------- | ------------- |
| جاك ويلشير 49' · لوكاس بودولسكي 63' | التقرير |               |

| شالكه 04          | 1–0     | نادي أولمبياكوس |
| ----------------- | ------- | --------------- |
| كريستيان فوكس 77' | التقرير |                 |

| نادي مونبلييه       | 1–1     | شالكه 04             |
| ------------------- | ------- | -------------------- |
| ايمانويل هيريرا 59' | التقرير | بينيديكت هوفيديس 56' |

| نادي أولمبياكوس                                 | 2–1     | نادي أرسنال        |
| ----------------------------------------------- | ------- | ------------------ |
| يوانيس مانياتيس 64' · كونستانتينوس ميتروغلو 73' | التقرير | توماش روسيتسكي 38' |

### المجموعة C
| فريق               | نقاط | فرق | عليه | له | خ | ت | ف | لعب |
| ------------------ | ---- | --- | ---- | -- | - | - | - | --- |
| مالقا              | 12   | 7+  | 5    | 12 | 0 | 3 | 3 | 6   |
| ميلان              | 8    | 1+  | 6    | 7  | 2 | 2 | 2 | 6   |
| زينيت سانت بطرسبرغ | 7    | 3−  | 9    | 6  | 3 | 1 | 2 | 6   |
| آندرلخت            | 5    | 5−  | 9    | 4  | 3 | 2 | 1 | 6   |

|                    | آندرلخت | مالقا | ميلان | زينيت |
| ------------------ | ------- | ----- | ----- | ----- |
| آندرلخت            | —       | 0–3   | 1–3   | 1–0   |
| مالقا              | 2–2     | —     | 1–0   | 3–0   |
| ميلان              | 0–0     | 1–1   | —     | 0–1   |
| زينيت سانت بطرسبرغ | 1–0     | 2–2   | 2–3   | —     |

| نادي مالقا                         | 3–0     | زينيت سانت بطرسبرغ |
| ---------------------------------- | ------- | ------------------ |
| إيسكو 3'، 76' · خافيير سافيولا 13' | التقرير |                    |

| إيه سي ميلان | 0–0     | نادي رويال أندرلخت |
| ------------ | ------- | ------------------ |
|              | التقرير |                    |

| زينيت سانت بطرسبرغ             | 2–3     | إيه سي ميلان                                                            |
| ------------------------------ | ------- | ----------------------------------------------------------------------- |
| هالك 45+2' · رومان شيروكوف 49' | التقرير | أوربي إيمانويلسون 13' · ستيفان الشعراوي 16' · توماس هوبوتشان 75' (ه.ذ.) |

| نادي رويال أندرلخت | 0–3     | نادي مالقا                                        |
| ------------------ | ------- | ------------------------------------------------- |
|                    | التقرير | إليسيو 45+1'، 64' · خواكين سانشيز 57' (ضربة جزاء) |

| زينيت سانت بطرسبرغ                | 1–0     | نادي رويال أندرلخت |
| --------------------------------- | ------- | ------------------ |
| ألكساندر كيرجاكوف 72' (ضربة جزاء) | التقرير |                    |

| نادي مالقا        | 1–0     | إيه سي ميلان |
| ----------------- | ------- | ------------ |
| خواكين سانشيز 64' | التقرير |              |

| نادي رويال أندرلخت   | 1–0     | زينيت سانت بطرسبرغ |
| -------------------- | ------- | ------------------ |
| ديوميرسي مبوكاني 17' | التقرير |                    |

| إيه سي ميلان      | 1–1     | نادي مالقا |
| ----------------- | ------- | ---------- |
| ألكساندر باتو 73' | التقرير | إليسيو 40' |

| زينيت سانت بطرسبرغ             | 2–2     | نادي مالقا                                 |
| ------------------------------ | ------- | ------------------------------------------ |
| داني 49' · فيكتور فايزولين 87' | التقرير | دييغو بونانوتي 8' · سيباستيان فيرنانديز 9' |

| نادي رويال أندرلخت | 1–3     | إيه سي ميلان                                                |
| ------------------ | ------- | ----------------------------------------------------------- |
| توم دي سوتر 78'    | التقرير | ستيفان الشعراوي 47' · فيليب مكسيس 71' · ألكساندر باتو 90+1' |

| نادي مالقا    | 2–2     | نادي رويال أندرلخت                          |
| ------------- | ------- | ------------------------------------------- |
| دودا 45'، 61' | التقرير | ميلان يوفانوفيتش 50' · ديوميرسي مبوكاني 89' |

| إيه سي ميلان | 0–1     | زينيت سانت بطرسبرغ |
| ------------ | ------- | ------------------ |
|              | التقرير | داني 35'           |

### المجموعة D
| فريق             | نقاط | فرق | عليه | له | خ | ت | ف | لعب |
| ---------------- | ---- | --- | ---- | -- | - | - | - | --- |
| بوروسيا دورتموند | 14   | 6+  | 5    | 11 | 0 | 2 | 4 | 6   |
| ريال مدريد       | 11   | 6+  | 9    | 15 | 1 | 2 | 3 | 6   |
| أياكس            | 4    | 8−  | 16   | 8  | 4 | 1 | 1 | 6   |
| مانشستر سيتي     | 3    | 4−  | 11   | 7  | 3 | 3 | 0 | 6   |

|                  | أياكس | دورتموند | سيتي | مدريد |
| ---------------- | ----- | -------- | ---- | ----- |
| أياكس            | —     | 1–4      | 3–1  | 1–4   |
| بوروسيا دورتموند | 1–0   | —        | 1–0  | 2–1   |
| مانشستر سيتي     | 2–2   | 1–1      | —    | 1–1   |
| ريال مدريد       | 4–1   | 2–2      | 3–2  | —     |

| بوروسيا دورتموند      | 1–0     | أياكس أمستردام |
| --------------------- | ------- | -------------- |
| روبرت ليفاندوفسكي 87' | التقرير |                |

| ريال مدريد                                                  | 3–2     | مانشستر سيتي                          |
| ----------------------------------------------------------- | ------- | ------------------------------------- |
| مارسيلو فييرا 76' · كريم بنزيما 87' · كريستيانو رونالدو 90' | التقرير | إدين دجيكو 68' · ألكساندر كولاروف 85' |

| مانشستر سيتي                   | 1–1     | بوروسيا دورتموند |
| ------------------------------ | ------- | ---------------- |
| ماريو بالوتيلي 90' (ضربة جزاء) | التقرير | ماركو رويس 61'   |

| أياكس أمستردام      | 1–4     | ريال مدريد                                        |
| ------------------- | ------- | ------------------------------------------------- |
| نيكلاس مويساندر 56' | التقرير | كريستيانو رونالدو 42'، 79'، 81' · كريم بنزيما 48' |

| أياكس أمستردام                                               | 3–1     | مانشستر سيتي  |
| ------------------------------------------------------------ | ------- | ------------- |
| سييم دي جونغ 45' · نيكلاس مويساندر 57' · كريستيان إريكسن 68' | التقرير | سمير نصري 22' |

| بوروسيا دورتموند                          | 2–1     | ريال مدريد            |
| ----------------------------------------- | ------- | --------------------- |
| روبرت ليفاندوفسكي 36' · مارسيل شميلزر 64' | التقرير | كريستيانو رونالدو 38' |

| مانشستر سيتي                       | 2–2     | أياكس أمستردام        |
| ---------------------------------- | ------- | --------------------- |
| يحيى توريه 22' · سيرخيو أغويرو 74' | التقرير | سييم دي جونغ 10'، 17' |

| ريال مدريد                 | 2–2     | بوروسيا دورتموند                           |
| -------------------------- | ------- | ------------------------------------------ |
| بيبي 34' · مسعود أوزيل 89' | التقرير | ماركو رويس 28' · ألفارو أربيلوا 45' (ه.ذ.) |

| أياكس أمستردام  | 1–4     | بوروسيا دورتموند                                             |
| --------------- | ------- | ------------------------------------------------------------ |
| داني هويسين 87' | التقرير | ماركو رويس 8' · ماريو غوتزه 36' · روبرت ليفاندوفسكي 41'، 67' |

| مانشستر سيتي                  | 1–1     | ريال مدريد      |
| ----------------------------- | ------- | --------------- |
| سيرخيو أغويرو 73' (ضربة جزاء) | التقرير | كريم بنزيما 10' |

| بوروسيا دورتموند | 1–0     | مانشستر سيتي |
| ---------------- | ------- | ------------ |
| جوليان شيبر 57'  | التقرير |              |

| ريال مدريد                                                        | 4–1     | أياكس أمستردام   |
| ----------------------------------------------------------------- | ------- | ---------------- |
| كريستيانو رونالدو 13' · خوسيه كاييخون 28'، 88' · ريكاردو كاكا 49' | التقرير | ديرك بويرغتر 59' |

### المجموعة E
| فريق                | لعب | ف | ت | خ | له | عليه | ف.أ | نقاط |
| ------------------- | --- | - | - | - | -- | ---- | --- | ---- |
| يوفنتوس             | 6   | 3 | 3 | 0 | 12 | 4    | +8  | 12   |
| نادي شاختار دونيتسك | 6   | 3 | 1 | 2 | 12 | 8    | +4  | 10   |
| تشيلسي              | 6   | 3 | 1 | 2 | 16 | 10   | +6  | 10   |
| نادي نوردشيلاند     | 6   | 0 | 1 | 5 | 4  | 22   | −18 | 1    |

Tiebreakers
- Shakhtar Donetsk are ranked ahead of Chelsea on head-to-head away goals.

| فريق                | لعب | ف | ت | خ | له | عليه | ف.أ | AG | نقاط |
| ------------------- | --- | - | - | - | -- | ---- | --- | -- | ---- |
| نادي شاختار دونيتسك | 2   | 1 | 0 | 1 | 4  | 4    | 0   | 2  | 3    |
| تشيلسي              | 2   | 1 | 0 | 1 | 4  | 4    | 0   | 1  | 3    |

| نادي شاختار دونيتسك      | 2–0     | نادي نوردشيلاند |
| ------------------------ | ------- | --------------- |
| هنريخ مخيتاريان 44'، 76' | التقرير |                 |

| تشيلسي          | 2–2     | يوفنتوس                                 |
| --------------- | ------- | --------------------------------------- |
| أوسكار 31'، 33' | التقرير | أرتورو فيدال 38' · فابيو كوالياريلا 80' |

| يوفنتوس              | 1–1     | نادي شاختار دونيتسك |
| -------------------- | ------- | ------------------- |
| ليوناردو بونوتشي 25' | التقرير | أليكس تيكسيرا 23'   |

| نادي نوردشيلاند | 0–4     | تشيلسي                                            |
| --------------- | ------- | ------------------------------------------------- |
|                 | التقرير | خوان ماتا 33'، 82' · دافيد لويز 79' · راميريز 89' |

| نادي نوردشيلاند  | 1–1     | يوفنتوس             |
| ---------------- | ------- | ------------------- |
| مايكل بيكمان 50' | التقرير | ميركو فوتشينيتش 81' |

| نادي شاختار دونيتسك               | 2–1     | تشيلسي     |
| --------------------------------- | ------- | ---------- |
| أليكس تيكسيرا 3' · فرناندينيو 52' | التقرير | أوسكار 88' |

| يوفنتوس                                                                                | 4–0     | نادي نوردشيلاند |
| -------------------------------------------------------------------------------------- | ------- | --------------- |
| كلاوديو ماركيزيو 6' · أرتورو فيدال 23' · سيباستيان جيوفينكو 37' · فابيو كوالياريلا 75' | التقرير |                 |

| تشيلسي                                             | 3–2     | نادي شاختار دونيتسك |
| -------------------------------------------------- | ------- | ------------------- |
| فرناندو توريس 6' · أوسكار 40' · فيكتور موسيس 90+4' | التقرير | ويليان 9'، 47'      |

| نادي نوردشيلاند                           | 2–5     | نادي شاختار دونيتسك                          |
| ----------------------------------------- | ------- | -------------------------------------------- |
| مورتن نوردستراند 24' · كاسبر لورنتزين 29' | التقرير | لويز أدريانو 26'، 53'، 81' · ويليان 44'، 50' |

| يوفنتوس                                                            | 3–0     | تشيلسي |
| ------------------------------------------------------------------ | ------- | ------ |
| فابيو كوالياريلا 38' · أرتورو فيدال 61' · سيباستيان جيوفينكو 90+1' | التقرير |        |

| نادي شاختار دونيتسك | 0–1     | يوفنتوس                    |
| ------------------- | ------- | -------------------------- |
|                     | التقرير | أولكساندر كوتشر 56' (ه.ذ.) |

| تشيلسي                                                                                              | 6–1     | نادي نوردشيلاند |
| --------------------------------------------------------------------------------------------------- | ------- | --------------- |
| دافيد لويز 38' (ضربة جزاء) · فرناندو توريس 45+2'، 56' · غاري كاهيل 51' · خوان ماتا 63' · أوسكار 71' | التقرير | جوشوا يوحنا 46' |

Notes
- Note 1: نادي نوردشيلاند played their home matches at ملعب باركن، كوبنهاغن instead of their regular stadium, Farum Park, Farum.

### المجموعة F
| فريق         | لعب | ف | ت | خ | له | عليه | ف.أ | نقاط |
| ------------ | --- | - | - | - | -- | ---- | --- | ---- |
| بايرن ميونخ  | 6   | 4 | 1 | 1 | 15 | 7    | +8  | 13   |
| نادي فالنسيا | 6   | 4 | 1 | 1 | 12 | 5    | +7  | 13   |
| باتي بوريسوف | 6   | 2 | 0 | 4 | 9  | 15   | −6  | 6    |
| نادي ليل     | 6   | 1 | 0 | 5 | 4  | 13   | −9  | 3    |

Tiebreakers
- Bayern Munich are ranked ahead of Valencia on head-to-head points.

| فريق         | لعب | ف | ت | خ | له | عليه | ف.أ | نقاط |
| ------------ | --- | - | - | - | -- | ---- | --- | ---- |
| بايرن ميونخ  | 2   | 1 | 1 | 0 | 3  | 2    | +1  | 4    |
| نادي فالنسيا | 2   | 0 | 1 | 1 | 2  | 3    | −1  | 1    |

| نادي ليل           | 1–3     | باتي بوريسوف                                         |
| ------------------ | ------- | ---------------------------------------------------- |
| أوريليان شيدجو 60' | التقرير | Valadzko 6' · فيتالي روديونوف 20' · Alyakhnovich 43' |

| بايرن ميونخ                             | 2–1     | نادي فالنسيا        |
| --------------------------------------- | ------- | ------------------- |
| باستيان شفاينشتايغر 38' · توني كروس 76' | التقرير | نيلسون فالديز 90+1' |

| نادي فالنسيا                      | 2–0     | نادي ليل |
| --------------------------------- | ------- | -------- |
| جوناس غونسالفيس أوليفيرا 38'، 75' | التقرير |          |

| باتي بوريسوف                                                  | 3–1     | بايرن ميونخ        |
| ------------------------------------------------------------- | ------- | ------------------ |
| Pawlaw 23' · فيتالي روديونوف 78' · رينان بارديني بريسان 90+4' | التقرير | فرانك ريبيري 90+1' |

| باتي بوريسوف | 0–3     | نادي فالنسيا                                |
| ------------ | ------- | ------------------------------------------- |
|              | التقرير | روبيرتو سولدادو 45+1' (ضربة جزاء)، 55'، 69' |

| نادي ليل | 0–1     | بايرن ميونخ                |
| -------- | ------- | -------------------------- |
|          | التقرير | توماس مولر 20' (ضربة جزاء) |

| نادي فالنسيا                                                                           | 4–2     | باتي بوريسوف                              |
| -------------------------------------------------------------------------------------- | ------- | ----------------------------------------- |
| جوناس غونسالفيس أوليفيرا 26' · روبيرتو سولدادو 29' (ضربة جزاء) · سفيان فيغولي 51'، 86' | التقرير | رينان بارديني بريسان 53' · Mazalewski 83' |

| بايرن ميونخ                                                                             | 6–1     | نادي ليل         |
| --------------------------------------------------------------------------------------- | ------- | ---------------- |
| باستيان شفاينشتايغر 5' · كلاوديو بيتزارو 18'، 28'، 33' · آريين روبن 23' · توني كروس 66' | التقرير | سالومون كالو 57' |

| باتي بوريسوف | 0–2     | نادي ليل                           |
| ------------ | ------- | ---------------------------------- |
|              | التقرير | جبريل سيديبي 14' · جياني برونو 31' |

| نادي فالنسيا     | 1–1     | بايرن ميونخ    |
| ---------------- | ------- | -------------- |
| سفيان فيغولي 77' | التقرير | توماس مولر 82' |

| نادي ليل | 0–1     | نادي فالنسيا                             |
| -------- | ------- | ---------------------------------------- |
|          | التقرير | جوناس غونسالفيس أوليفيرا 36' (ضربة جزاء) |

| بايرن ميونخ                                                            | 4–1     | باتي بوريسوف        |
| ---------------------------------------------------------------------- | ------- | ------------------- |
| ماريو غوميز 22' · توماس مولر 54' · شيردان شاقيري 65' · دافيد ألابا 83' | التقرير | إيغور فيليبينكو 89' |

Notes
- Note 2: باتي بوريسوف played their home matches at ملعب دينامو (مينسك), مينسك instead of their regular stadium, City Stadium, باريساو as it did not meet UEFA criteria.

### المجموعة G
| فريق          | لعب | ف | ت | خ | له | عليه | ف.أ | نقاط |
| ------------- | --- | - | - | - | -- | ---- | --- | ---- |
| نادي برشلونة  | 6   | 4 | 1 | 1 | 11 | 5    | +6  | 13   |
| نادي سلتيك    | 6   | 3 | 1 | 2 | 9  | 8    | +1  | 10   |
| نادي بنفيكا   | 6   | 2 | 2 | 2 | 5  | 5    | 0   | 8    |
| سبارتاك موسكو | 6   | 1 | 0 | 5 | 7  | 14   | −7  | 3    |

| نادي برشلونة                            | 3–2     | سبارتاك موسكو                      |
| --------------------------------------- | ------- | ---------------------------------- |
| كريستيان تيو 14' · ليونيل ميسي 72'، 80' | التقرير | داني ألفيس 29' (ه.ذ.) · رومولو 59' |

| نادي سلتيك | 0–0     | نادي بنفيكا |
| ---------- | ------- | ----------- |
|            | التقرير |             |

| سبارتاك موسكو             | 2–3     | نادي سلتيك                                                      |
| ------------------------- | ------- | --------------------------------------------------------------- |
| إيمانويل إمينيكي 41'، 48' | التقرير | غاري هوبر 12' · دميتري كومباروف 71' (ه.ذ.) · جورجوس ساماراس 90' |

| نادي بنفيكا | 0–2     | نادي برشلونة                          |
| ----------- | ------- | ------------------------------------- |
|             | التقرير | أليكسيس سانشيز 6' · سيسك فابريغاس 55' |

| سبارتاك موسكو                                        | 2–1     | نادي بنفيكا         |
| ---------------------------------------------------- | ------- | ------------------- |
| رافاييل كاريوكا 3' · جارديل نيفالدو فييرا 43' (ه.ذ.) | التقرير | ليما دوس سانتوس 33' |

| نادي برشلونة                          | 2–1     | نادي سلتيك         |
| ------------------------------------- | ------- | ------------------ |
| أندريس إنييستا 45' · جوردي ألبا 90+4' | التقرير | جورجوس ساماراس 18' |

| نادي بنفيكا             | 2–0     | سبارتاك موسكو |
| ----------------------- | ------- | ------------- |
| أوسكار كاردوزو 55'، 69' | التقرير |               |

| نادي سلتيك                          | 2–1     | نادي برشلونة      |
| ----------------------------------- | ------- | ----------------- |
| فيكتور موغابي ونياما 21' · Watt 83' | التقرير | ليونيل ميسي 90+1' |

| سبارتاك موسكو | 0–3     | نادي برشلونة                          |
| ------------- | ------- | ------------------------------------- |
|               | التقرير | داني ألفيس 16' · ليونيل ميسي 27'، 39' |

| نادي بنفيكا                     | 2–1     | نادي سلتيك         |
| ------------------------------- | ------- | ------------------ |
| أولا جون 7' · إيزكييل غاراي 71' | التقرير | جورجوس ساماراس 32' |

| نادي برشلونة | 0–0     | نادي بنفيكا |
| ------------ | ------- | ----------- |
|              | التقرير |             |

| نادي سلتيك                                  | 2–1     | سبارتاك موسكو          |
| ------------------------------------------- | ------- | ---------------------- |
| غاري هوبر 21' · كريس كومونز 81' (ضربة جزاء) | التقرير | أريسلينيس دا سيلفا 39' |

### المجموعة H
| فريق            | نقاط | فرق | عليه | له | خ | ت | ف | لعب |
| --------------- | ---- | --- | ---- | -- | - | - | - | --- |
| مانشستر يونايتد | 12   | 3+  | 6    | 9  | 2 | 0 | 4 | 6   |
| غلطة سراي       | 10   | 1+  | 6    | 7  | 2 | 1 | 3 | 6   |
| سي إف آر كلوج   | 10   | 2+  | 7    | 9  | 2 | 1 | 3 | 6   |
| براغا           | 3    | 6−  | 13   | 7  | 5 | 0 | 1 | 6   |

|                 | براغا | كلوج | غلطة | يونايتد |
| --------------- | ----- | ---- | ---- | ------- |
| براغا           | —     | 0–2  | 1–2  | 1–3     |
| سي إف آر كلوج   | 3–1   | —    | 1–3  | 1–2     |
| غلطة سراي       | 0–2   | 1–1  | —    | 1–0     |
| مانشستر يونايتد | 3–2   | 0–1  | 1–0  | —       |

Tiebreakers
- Galatasaray are ranked ahead of CFR Cluj on head-to-head points.

| فريق          | لعب | ف | ت | خ | له | عليه | ف.أ | نقاط |
| ------------- | --- | - | - | - | -- | ---- | --- | ---- |
| غلطة سراي     | 2   | 1 | 1 | 0 | 4  | 2    | +2  | 4    |
| سي إف آر كلوج | 2   | 0 | 1 | 1 | 2  | 4    | −2  | 1    |

| مانشستر يونايتد | 1–0     | غلطة سراي |
| --------------- | ------- | --------- |
| مايكل كاريك 7'  | التقرير |           |

| سبورتينغ براغا | 0–2     | سي إف آر كلوج           |
| -------------- | ------- | ----------------------- |
|                | التقرير | رافائيل باستوس 19'، 34' |

| سي إف آر كلوج          | 1–2     | مانشستر يونايتد          |
| ---------------------- | ------- | ------------------------ |
| بانتيليس كابيتانوس 14' | التقرير | روبين فان بيرسي 29'، 49' |

| غلطة سراي | 0–2     | سبورتينغ براغا                |
| --------- | ------- | ----------------------------- |
|           | التقرير | روبن ميكائيل 27' · Alan 90+4' |

| غلطة سراي      | 1–1     | سي إف آر كلوج          |
| -------------- | ------- | ---------------------- |
| براق يلماز 77' | التقرير | داني نونكيو 19' (ه.ذ.) |

| مانشستر يونايتد                      | 3–2     | سبورتينغ براغا |
| ------------------------------------ | ------- | -------------- |
| تشيشاريتو 25'، 75' · جوني إيفانز 62' | التقرير | Alan 2'، 20'   |

| سي إف آر كلوج | 1–3     | غلطة سراي                |
| ------------- | ------- | ------------------------ |
| مودو سوغو 53' | التقرير | براق يلماز 18'، 61'، 74' |

| سبورتينغ براغا       | 1–3     | مانشستر يونايتد                                                   |
| -------------------- | ------- | ----------------------------------------------------------------- |
| Alan 49' (ضربة جزاء) | التقرير | روبين فان بيرسي 80' · واين روني 84' (ضربة جزاء) · تشيشاريتو 90+2' |

| غلطة سراي      | 1–0     | مانشستر يونايتد |
| -------------- | ------- | --------------- |
| براق يلماز 53' | التقرير |                 |

| سي إف آر كلوج          | 3–1     | سبورتينغ براغا |
| ---------------------- | ------- | -------------- |
| روي بيدرو 7'، 15'، 33' | التقرير | Alan 17'       |

| مانشستر يونايتد | 0–1     | سي إف آر كلوج          |
| --------------- | ------- | ---------------------- |
|                 | التقرير | لويس ألبرتو (1983) 56' |

| سبورتينغ براغا | 1–2     | غلطة سراي                       |
| -------------- | ------- | ------------------------------- |
| موسورو 32'     | التقرير | براق يلماز 58' · أيطن يلماز 78' |

## وصلات خارجية
- 2012–13 UEFA Champions League, UEFA.com